# Orest Popow
Orest Sergeewicz Popow (ur. 11 stycznia 1934 w Leningradzie, zm. 28 lipca 2011 w Szczecinie) – rosyjski matematyk. Pracował w Leningradzie oraz Szczecinie.
Był profesorem doktorem habilitowanym inżynierem. Nauczał matematyki stosowanej, teorii systemów, teorii sterowania, modelowania i symulacji, sztucznej inteligencji, sterowania obiektami ruchomymi, systemów adaptacyjnych, identyfikacji systemów oraz mechaniki analitycznej.

## Życiorys

### Edukacja
Studiował w Leningradzkim Instytucie Elektrotechnicznym (obecnie Petersburski Państwowy Uniwersytet Elektrotechniczny) na kierunku "automatyzacja" oraz na Wydziale Matematyczno-Mechanicznym Leningradzkiego Uniwersytetu (studium podnoszenia kwalifikacji na kierunku "mechanika analityczna"). Zdał doktorat w Leningradzkim Instytucie Elektrotechnicznym w 1963 roku. Zdał habilitację w zakresie teorii systemów, teorii sterowania i analizy systemowej w Leningradzkim Instytucie Elektrotechnicznym w 1978 roku. Otrzymał tytuł profesora w 1983 roku.

### Kariera
W latach 1987–1997 był kierownikiem Katedry Sterowania i Informatyki w Systemach Technicznych na Petersburskim Państwowym Uniwersytecie Urządzeń Aerokosmicznych. W latach 1985–1997 był członkiem rad naukowo-metodycznych Ministerstwa Wyższej Edukacji Federacji Rosyjskiej ds. specjalności: "sterowanie i informatyka w systemach technicznych", "systemy automatycznego sterowania aparatami latającymi", "automatyzacja i sterowanie".
Od 1991 roku był profesorem zwyczajnym, kierownikiem Zakładu Metod Matematycznych, następnie kierownikiem Katedry Metod Matematycznych i dyrektorem Instytutu Sztucznej Inteligencji i Metod Matematycznych Wydziału Informatyki Politechniki Szczecińskiej. Przed śmiercią był kierownikiem Zakładu Metod Matematycznych Politechniki Szczecińskiej.
W latach 2000–2003 był kierownikiem Projektu Międzynarodowego (ze strony Polski) "Aero-user-friendly SIMulator-based distance learning" (ASIMIL) 5. Programu Ramowego Komisji Europejskiej UE.
Miał na koncie ponad 220 publikacji, w tym 6 książek. Wypromował 20 doktorów (15 w Rosji, 5 w Polsce).
Był członkiem rzeczywistym Międzynarodowej Akademii Nawigacji i Sterowania Ruchem (International Academy of Navigation & Motion Control). Był członkiem Rosyjskiej Akademii Nauk Przyrodniczych. Był zasłużonym Działaczem Nauki Federacji Rosyjskiej.